# Friedrich Gottlieb Reinhold
Friedrich Gottlieb Reinhold (ur. 7 maja 1801 w Gdańsku, zm. 8 października 1878 tamże) – gdański kupiec, armator, spedytor i urzędnik konsularny Hamburga.
Początkowo prowadził firmę hurtowego handlu zbożem (1831), następnie na bazie przejętej firmy żeglugowej David R. Reehtz przez wiele lat firmę armatorsko-spedycyjną Reinhold F.G. (1958-1978), od 1866 na spółkę z Desideriusem Wilhelmem Adolphem Siedlerem. Pełnił też funkcję konsula Hamburga w Gdańsku (1857-1876).